# Sint-Antoniuskerk (Musselkanaal)
De Heilige-Antoniuskerk is een neogotische rooms-katholieke kerk in Musselkanaal in de Nederlandse provincie Groningen. De bouw begon in 1904 en de kerk en het kerkhof werden op 10 mei 1905 ingezegend. In 1926 werd de kerk verbouwd onder leiding van architect P. Walta uit Franeker.

## Klok
In 1927 kreeg de kerk een klok met de tekst: "Mijn naam is Jan. Ik roep wat ik kan. Mijn schaapjes op de hemel an." Deze klok werd in de oorlog ontvreemd en vervangen op 18 december 1949 door een nieuwe klok met de tekst "Mijn naam is Jaap. Ik ben een hele knaap. In 1942 weggenomen, ben ik eens zo zwaar teruggekomen". De oude klok van 400 kg was namelijk vervangen door een nieuwe klok van 850 kg.